# J. Bernlef
Œuvres principales
- Chimères
- Secret Public

J. Bernlef, né Hendrik Jan Marsman, le 14 janvier 1937 à Sint Pancras et mort le 29 octobre 2012 à Amsterdam, est un romancier, poète et traducteur néerlandais.

## Biographie
Il naît à Sint Pancras le 14 janvier 1937.
Il commence sa carrière d'écrivain en 1960 sous le pseudonyme de "Bernlef", un choix motivé par le souvenir alors très présent de son prédécesseur Hendrik Marsman (1899 - 1940); En 1959, il se distingue par la publication de son premier ouvrage  "Kokkels", un recueil de poésie pour lequel il obtient le prix Reina Prinsen Geerligsprijs.  
J. Bernlef se fait connaître à l'international avec la publication du roman Chimères en 1984, traduit en plusieurs langues, dont en Français. Un second roman, Secret Public, publié en 1987, lui vaut de recevoir la même année le Prix littéraire AKO.
En 1994, il reçoit le prix P.C. Hooft de poésie, soit la plus haute distinction de la littérature néerlandaise. 
J. Bernlef travaille aussi comme traducteur. Il est notamment connu pour avoir traduit les textes du poète suédois Tomas Tranströmer. 
Il meurt le 29 octobre 2012 à Amsterdam, âgé de 75 ans.

## Publications
Ouvrages traduits en français
- Chimères (Hersenschimmen, 1984) ;
- Secret public (Publiek geheim, 1987).

## Distinctions
- 1959 - Prix Reina Prinsen Geerligs pour Kokkels ;
- 1984 - Prix Constantijn Huygens pour l’ensemble de son œuvre ;
- 1987 - Prix littéraire AKO pour Secret public ;
- 1989 - Prix Diepzee pour Chimères ;
- 1994 - Prix P.C. Hooft pour l’ensemble de son œuvre.